# Julia Sude
Julia Sude (Gießen, 2 september 1987) is een Duits beachvolleyballer. Ze werd driemaal Duits kampioen en won twee bronzen medailles bij de Europese kampioenschappen. Daarnaast nam ze een keer deel aan de Olympische Spelen.

## Carrière

### 2003 tot en met 2009
Sude begon haar beachvolleybalcarrière in 2003 toen ze met Florentina Büttner in Brno tweede werd bij de EK onder 18 achter hun landgenoten Jana Köhler en Laura Ludwig. Een jaar later wonnen Sude en Büttner bij de EK onder 18 in Mysłowice opnieuw het zilver achter de Poolsen Katarzyna Urban en Joanna Wiatr. Bij de WK onder 18 in Termoli behaalden ze een bronzen medaille en bij het Duits kampioenschap in Timmendorfer Strand werden ze negende. In 2005 eindigde het duo bij de WK onder 19 in Saint-Quay-Portrieux eveneens als derde. Met Sandra Eichmann werd Sude bovendien negende bij de NK. Het jaar daarop vormde ze een team met Claudia Lehmann met wie ze actief was in de nationale competitie en een negende plaats behaalde bij de NK. Daarnaast werd Sude met Jennifer Eckhardt Europees kampioen onder 20 in Ankaran en won ze met Köhler zilver bij de WK onder 21 in Mysłowice achter het Braziliaanse duo Bárbara Seixas en Carolina Aragao.
In 2007 debuteerden Sude en Lehmann met een vijf-en-twintigste plaats bij de Grand Slam van Berlijn in de FIVB World Tour. Bij de EK onder 23 in Paralimni en bij de NK eindigde het tweetal op de zevende plaats. Daarnaast deed Sude met Eckhardt mee aan de WK onder 21 in Modena. Het daaropvolgende seizoen namen Sude en Lehmann deel aan acht toernooien in de mondiale competitie met een negende plaats in Sanya als beste resultaat. Bij de NK eindigden ze wederom als zevende. In 2009 deed het duo mee aan de WK in Stavanger waar na drie nederlagen de groepsfase het eindstation was. Bij de overige acht toernooien in de World Tour kwamen ze tot twee negende plaatsen (Osaka en Marseille). Bij de Duits kampioenschappen eindigden ze als vijfde. Daarnaast won Sude met Karla Borger het brons bij de EK onder 23 in Jantarny. 

### 2010 tot en met 2014
Van 2010 tot en met 2012 speelde Sude samen met Jana Köhler. Het eerste jaar was het tweetal actief op elf toernooien in de mondiale competitie met een vijfde plaats op Åland als beste resultaat. Bij de EK in eigen land eindigden ze eveneens als vijfde, nadat de kwartfinale verloren werd van het Nederlandse duo Sanne Keizer en Marleen van Iersel. Bovendien wonnen ze de Duitse titel ten koste van Sara Goller en Laura Ludwig. Het seizoen daarop bereikten Sude en Köhler de kwartfinale van zowel de WK in Rome als de EK in Kristiansand. In Rome verloren ze van Hana Klapalová en Lenka Hajecková uit Tsjechië en in Kristiansand verloren ze van de latere kampioenen Greta Cicolari en Marta Menegatti. Internationaal namen ze verder deel aan de twaalf wedstrijden met een vijfde plaats op Åland en een negende plaats in Phuket als beste resultaat. Bij de NK verloren ze de finale van Goller en Ludwig. In 2012 was het duo in aanloop naar de EK in Den Haag actief op vier FIVB-toernooien waarbij het niet verder kwam dan een zeventiende plaats in Peking. In Den Haag werden ze in de achtste finale uitgeschakeld door het Griekse tweetal Maria Tsiartsiani en Vassiliki Arvaniti. Na afloop gingen Sude en Köhler uit elkaar vanwege een polsblessure bij Sude waardoor ze de rest van het seizoen niet meer in actie kon komen.
Het jaar daarop keerde Sude terug aan de zijde van Chantal Laboureur met wie ze tot en met 2018 een team zou vormen. Het duo begon het seizoen met drie overwinningen in de Nieuw-Zeelandse competitie en was vervolgens vooral actief in het nationale circuit. In de World Tour namen ze deel aan vier toernooien met een tweede plaats in Durban als beste resultaat. Daarnaast wonnen ze de bronzen medaille bij de Universiade in Kazan en eindigden ze bij de NK als vierde. Met Karla Borger behaalde Sude bovendien een negende plaats bij de Grand Slam van Berlijn. In 2014 speelde Sude met Laboureur en Ludwig in totaal elf mondiale wedstrijden. Ze kwam daarbij tot een tweede plaats in Stare Jabłonki, een vierde plaats in Puerto Vallarta en vijfde plaatsen in Anapa, Klagenfurt en São Paulo. Bij de EK in Cagliari verloren Sude en Laboureur in de tussenronde van de Tsjechischen Martina Bonnerová en Barbora Hermannová. Met Ludwig werd ze tweede bij de Duitse kampioenschappen achter Karla Borger en Britta Büthe.

### 2015 tot en met 2018

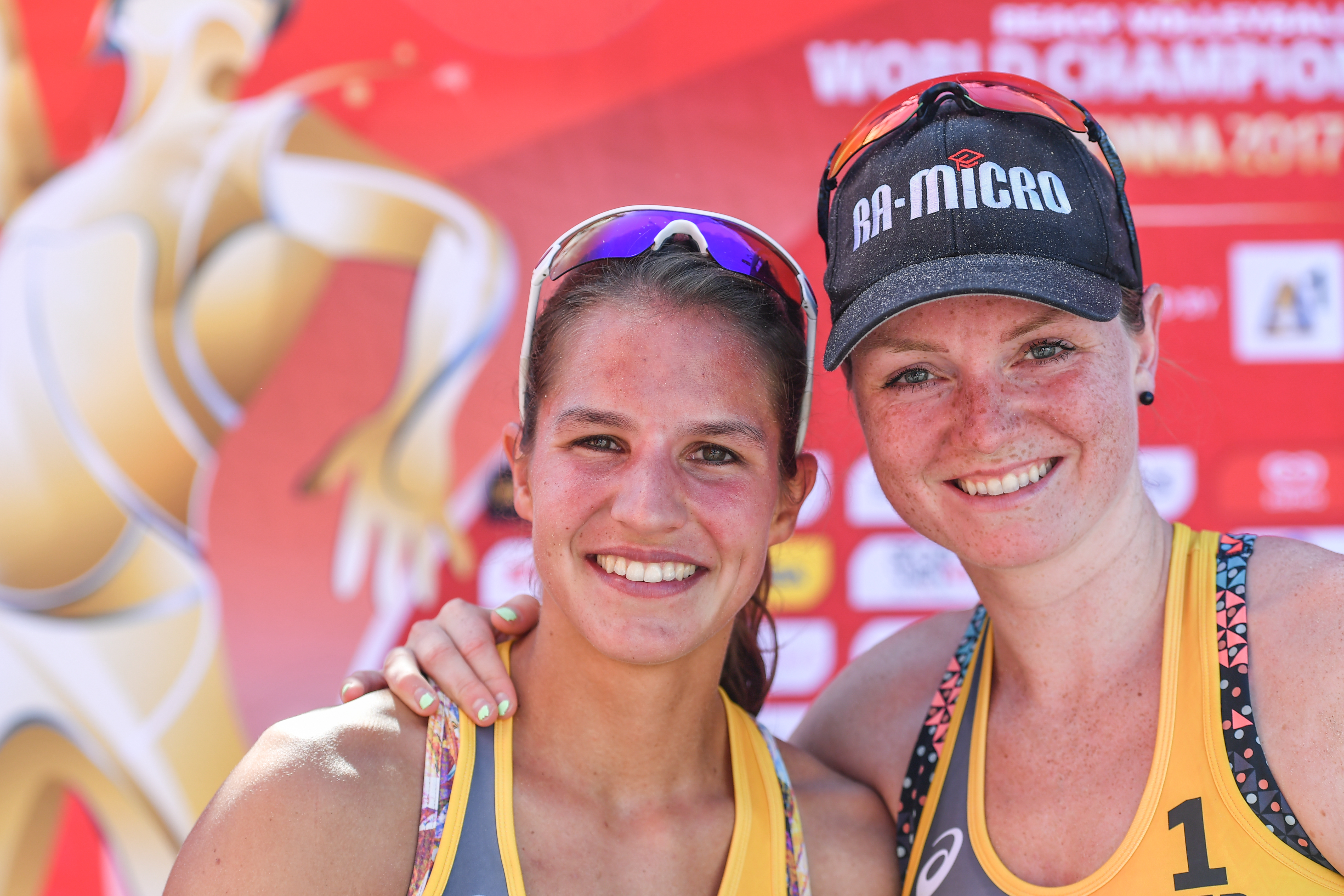
Sude (rechts) en Laboureur bij de WK in Wenen (2017)

Het daaropvolgende seizoen namen Sude en Laboureur deel aan dertien reguliere FIVB-toernooien. Ze kwamen daarbij tot een tweede plaats (Fuzhou), twee vijfde plaatsen (Praag en Rio de Janeiro) en vijf negende plaatsen (Luzern, Moskou, Poreč, Saint Petersburg en Long Beach). Bij de WK in Nederland gingen ze als groepswinnaar door naar de zestiende finale, waar ze werden uitgeschakeld door het Kazachse tweetal Tatjana Masjkova en Irina Tsymbalova. Bij de EK in Klagenfurt verloren ze in de kwartfinale van de Russinnen Jevgenija Oekolova en Jekaterina Birlova. Bij de nationale kampioenschappen verloren ze de halve en troostfinale achtereenvolgens van Laura Ludwig en Kira Walkenhorst en van Katrin Holtwick en Ilka Semmler waardoor ze als vierde eindigden. Ze sloten het seizoen af met een negende plaats bij de World Tour Finals in Fort Lauderdale. Na afloop behaalde het duo nog een negende plaats in Puerto Vallarta. In 2016 wonnen Sude en Laboureur zilver bij de NK achter Ludwig en Walkenhorst. Bij de EK in Biel/Bienne strandden ze in de kwartfinale tegen Oekolova en Birlova. Op mondiaal niveau deden ze verder mee aan veertien reguliere toernooien. Ze behaalden daarbij een eerste (Poreč), een tweede (Fuzhou), een derde (Long Beach) en een vierde plaats (Xiamen). Daarnaast kwamen ze tot drie vijfde plaatsen (Vitória, Sotsji en Gstaad). Bij de seizoensfinale in Toronto eindigde het duo eveneens als vijfde.
Het jaar daarop behaalden Sude en Laboureur in aanloop naar de WK in Wenen een overwinning (Gstaad), een derde plaats (Fort Lauderdale) en drie vijfde plaatsen (Rio, Moskou en Olsztyn). In Wenen bereikte het als tweede geplaatste tweetal de kwartfinale die verloren werd van Sarah Pavan en Melissa Humana-Paredes uit Canada. Vervolgens wonnen Sude en Laboureur brons bij de EK in Jurmala ten koste van de Poolsen Kinga Kołosińska en Jagoda Gruszczyńska en eindigden ze als vijfde bij de Finals in Hamburg. Ze sloten het seizoen af met het winnen van de Duitse titel tegen Melanie Gernert en Tatjana Zautys. In 2018 was het duo actief op negen reguliere toernooien in de World Tour. Daarbij behaalden ze twee tweede (Warschau en Gstaad), een derde (Huntington Beach), een vierde (Moskou) en twee vijfde plaatsen (Xiamen en Ostrava). Bij de EK in Nederland – na verlies in de kwartfinale tegen Liliana Fernández en Elsa Baquerizo uit Spanje – en bij de seizoensfinale in Hamburg eindigden ze eveneens als vijfde. Na afloop van het seizoen gingen Sude en Laboureur uit elkaar, waarna Sude met Leonie Körtzinger vierde werd bij de NK.

### 2019 tot heden

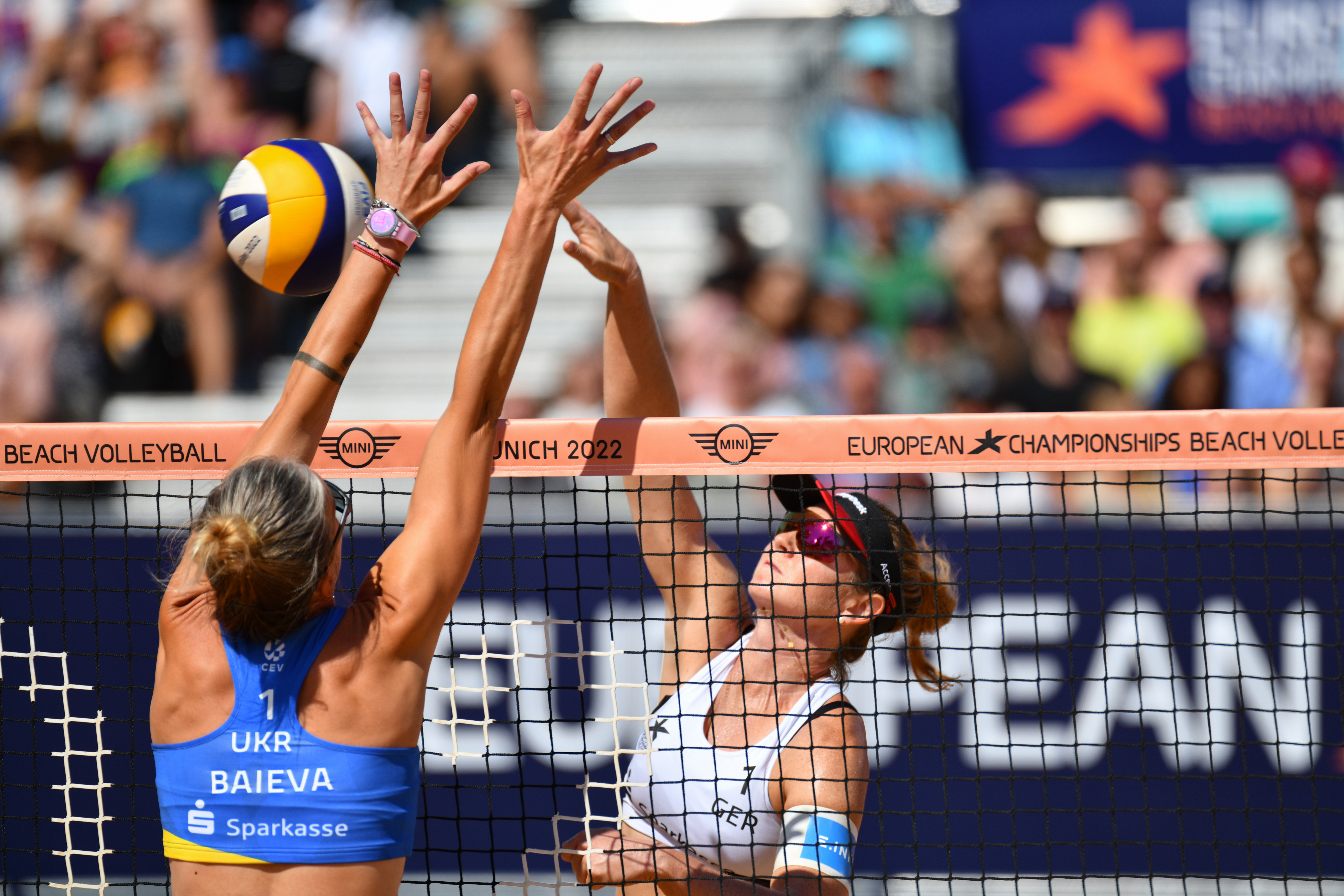
Sude (rechts) tijdens de EK in München in actie aan het net tegen Jevhenija Bajeva (2022)

Het jaar daarop vormde Sude een team met Karla Borger met wie ze sindsdien speelt. Het tweetal nam het eerste seizoen deel aan tien reguliere FIVB-toernooien. Ze werden eenmaal derde (Kuala Lumpur), tweemaal vierde (Tokio en Moskou) en tweemaal vijfde (Sydney en Jinjiang). Bij de WK in Hamburg bereikten ze de achtste finale waar ze werden uitgeschakeld door het Braziliaanse duo Bárbara Seixas en Fernanda Alves en bij de EK in Moskou verloren ze in de tussenronde van het Franse tweetal Lézana Placette en Alexia Richard. In eigen land won Sude met Borger voor de derde keer de Duitse titel door Laura Ludwig en Margareta Kozuch te verslaan. Ze sloten het seizoen af met een zeventiende plaats bij de World Tour Finals in Rome. In november dat jaar speelden ze nog twee mondiale wedstrijden met een overwinning in Qinzhou als resultaat en in 2020 werden ze vierde bij het FIVB-toernooi van Baden.
Het jaar daarop namen ze deel aan zes toernooien in de World Tour met een vijfde (Cancun) en vier negende plaatsen (tweemaal Cancun, Ostrava en Gstaad) als resultaat. Bij de Olympische Spelen in Tokio kwam het duo na drie nederlagen niet verder dan de groepsfase. In Wenen wonnen Sude en Borger bij de EK het brons door het Letse tweetal Tina Graudina en Anastasija Kravčenoka in de troostfinale te verslaan. Bij de NK behaalden ze het zilver achter Chantal Laboureur en Sarah Schulz. Ze sloten het seizoen af met de winst bij de Finals in Cagliari. In 2022 kwamen ze bij acht toernooien in de Beach Pro Tour – de opvolger van de World Tour – tot onder meer een derde (Hamburg), een vierde (Itapema) en twee vijfde plaatsen (Kuşadası en Gstaad). Bij de WK in Rome verloren ze in de achtste finale van het Canadese duo Brandie Wilkerson en Sophie Bukovec. Bij de EK in eigen land waren Graudina en Kravčenoka in de kwartfinale te sterk.

## Palmares
Kampioenschappen
- 2003:  EK U18
- 2004:  EK U18
- 2004:  WK U18
- 2005:  WK U19
- 2006:  EK U20
- 2006:  WK U21
- 2009:  EK U23
- 2010:  NK
- 2011: 5e WK
- 2011:  NK

- 2013:  Universiade
- 2014:  NK
- 2016:  NK
- 2017: 5e WK
- 2017:  EK
- 2017:  NK
- 2019: 9e WK
- 2019:  NK
- 2021:  EK
- 2021:  NK
- 2022: 9e WK

FIVB World Tour
- 2013:  Durban Open
- 2014:  Grand Slam Stare Jabłonki
- 2015:  Fuzhou Open
- 2016:  Fuzhou Open
- 2016:  Poreč Major
- 2016:  Grand Slam Long Beach
- 2017:  5* Fort Lauderdale
- 2017:  5* Gstaad
- 2018:  4* Huntington Beach
- 2018:  4* Warschau

- 2018:  5* Gstaad
- 2019:  3* Kuala Lumpur
- 2019:  3* Qinzhou
- 2021:  World Tour Finals Cagliari
- 2022:  Elite 16 Hamburg